# タラナキ地方

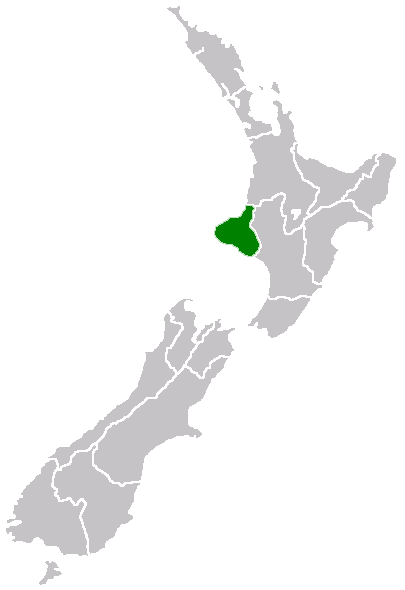
緑色の部分がタラナキ地方

タラナキ地方（タラナキちほう、英: Taranaki Region、マオリ語: Taranaki）は、ニュージーランド (NZ) の北島西海岸に位置する地方。中心都市はニュープリマス。地域人口は117,561人（2018年）。周辺面積は7,257平方キロメートル (km2)。ニュー・プリマスにおよそ6割の人口が集中している。NZ全体に対するタラナキ地方の人口割合は2.5%である。

## 地理

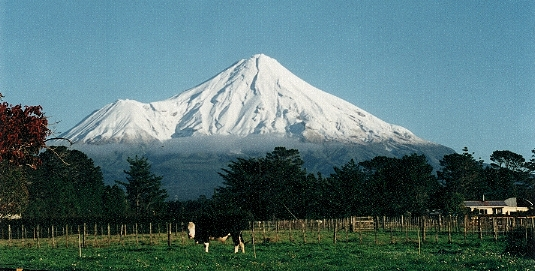
タラナキ山（エグモント山）

周辺を火山に囲まれ、火山灰が堆積した土地は熱を保ち、農業・酪農・畜産に適している。標高2518メートルの成層火山・タラナキ山（英称：エグモント山）は、周辺地域を象徴する山であり北島で2番目に高い山である。タラナキ山は活火山であり、過去に8度の噴火を経験しているが、1755年の噴火を最後に現在は休火山である。現在もタラナキ山はマオリ族の聖地として崇められる。マオリ族出身者の呼ぶタラナキ山と異なり、ジェームズ・クックがエグモント山と英称をつけ直した。現在の正式名は「マウント・タラナキ オア マウント・エグモント (Mount Taranaki or Mount Egmont)」である。タラナキ山を含む周辺一体は国立公園に指定され、広大な原生林の保護地区でもある。

## 行政
1853年から1876年まではタラナキ州として自治され、現在はタラナキ地方議会により行政活動が運営されている。

## 主要都市
- ニュー・プリマス
- ワイタラ
- オアクラ
- オカト
- イングルウッド
- ハウェラ
- ハウェラ
- ストラトフォード
- パテア
- ウェイヴァリー
- オプナケ
- ラホトゥ
- マナイア
- カポンガ
- エルタム

## 主なスポーツチーム
- タラナキ・ラグビーフットボール・ユニオン（英語: Taranaki Rugby Football Union） - ラグビーユニオン (Mitre 10 Cup)。
- チーム・タラナキ（英語: Team Taranaki） - サッカークラブ。
- Taranaki Mountainairs  - バスケットボールチーム (NBL)。
- Taranaki Cricket - クリケットチーム。

## 主な著名人
- Frederic Carrington  - ニュー・プリマスの父。
- アイザック・ルーク（英語: Issac Luke） - ラグビーリーグ選手 (フッカー)
- ボーデン・バレット - ラグビー選手 (フライハーフ・フルバック)
- スコット・バレット - 同上 (LO)
- ジョーディー・バレット - 同上 (FH/CTB/WTB/FB)
- ラクラン・ボーシェー - 同上 (FL)

## その他
日本の富士山と形状が似ているタラナキ山（エグモント山）は、2003年に公開された映画『ラスト サムライ』のロケ地に選ばれた。